# Sant Bernabé d'Ares
Sant Bernabé d'Ares és una església abandonada d'Ares, Cabó (Alt Urgell), inclosa a l'Inventari del Patrimoni Arquitectònic de Catalunya. Era sufragània de l'església de Cabó i ara depèn de la parròquia de Coll de Nargó.

## Descripció
Edifici religiós d'una nau i capelles afegides. La nau està coberta amb volta de canó i la teulada és a doble vessant. A la façana oest es troba la porta, un ull de bou i el campanar d'espadanya. El parament és de pedres unides amb morter sense fer filades.